# Julian Wellings
Julian Wellings, né le 21 mars 1972 à  Eastbourne est un joueur professionnel de squash représentant l'Angleterre. Il atteint en août 1999 la 46e place mondiale sur le circuit international, son meilleur classement. 

## Biographie
Après sa retraite sportive, il devient entraîneur au Birmingham Athletic Club et également directeur du tournoi Motor City Open.